# Kanaboor, Tirthahalli
Kanaboor là một làng thuộc tehsil Tirthahalli, huyện Shimoga, bang Karnataka, Ấn Độ.